# Gulgrått tofsfly
Gulgrått tofsfly, Herminia tarsipennalis är en fjärilsart som beskrevs av Georg Friedrich Treitschke 1835. Gulgrått tofsfly ingår i släktet Herminia, och familjen nattflyn, Noctuidae. Arten är reproducerande i Sverige. Inga underarter finns listade i Catalogue of Life.

## Bildgalleri

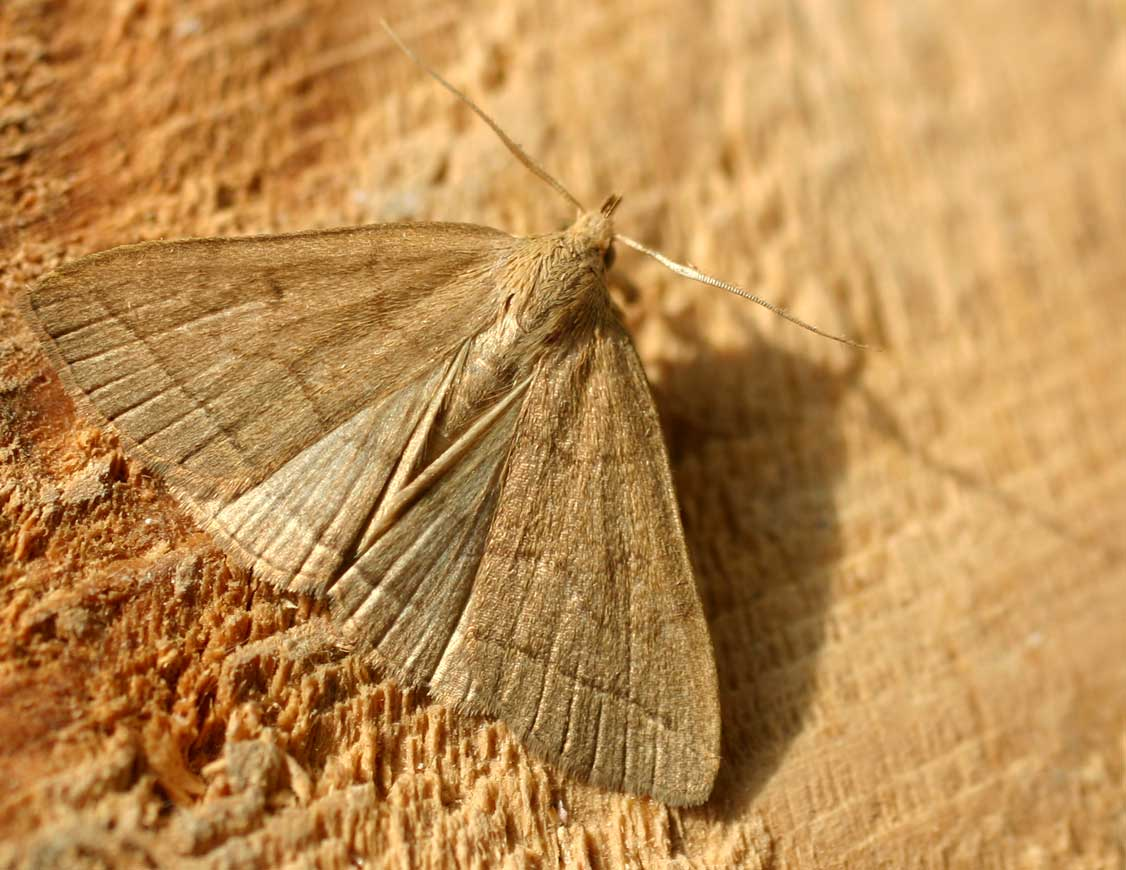
Imago fjäril
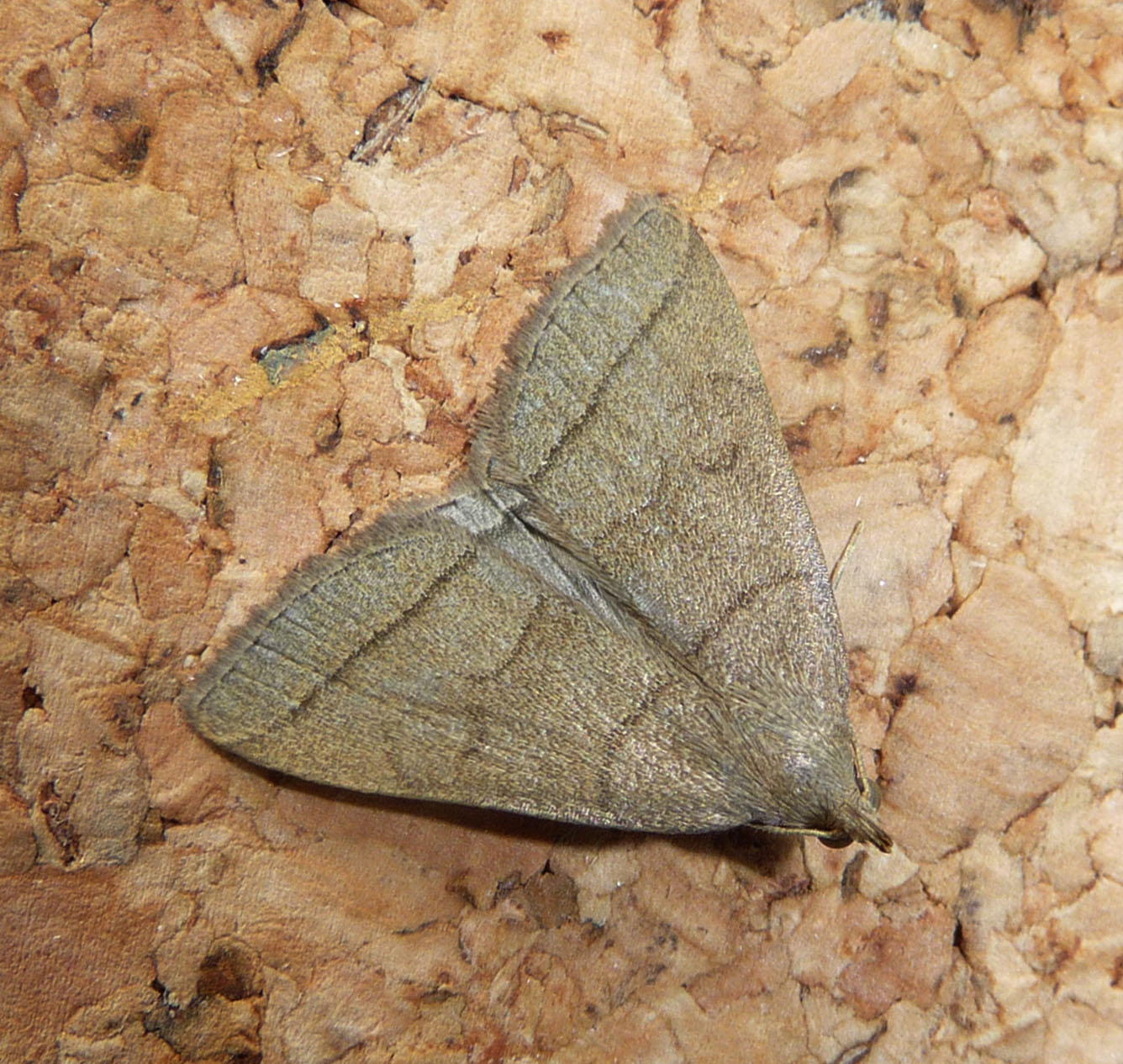
Imago fjäril
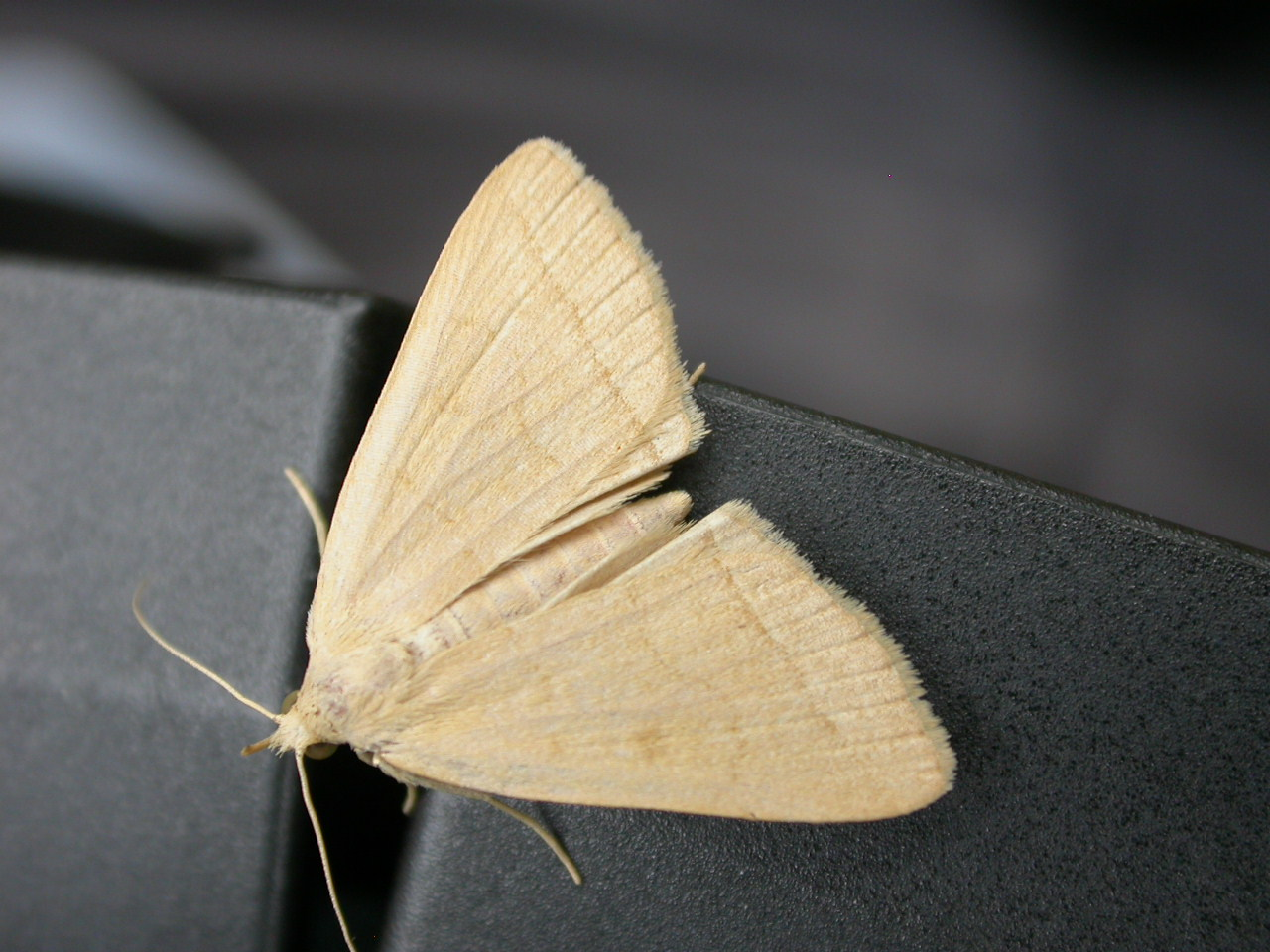
Imago fjäril